# Hof (ehemalige Kommune, Vestfold)
Hof ist eine ehemalige norwegische Kommune. Die Kommune lag im Fylke (Provinz) Vestfold und ging zum 1. Januar 2018 in die Kommune Holmestrand über. Die Gemeinde hatte zuletzt 3176 Einwohner auf einer Fläche von 163,12 km². Verwaltungssitz war der gleichnamige Ort Hof.

## Geografie
Die Kommune lag im Nordwesten des Fylkes Vestfold und grenzte an das Fylke Buskerud. Sie umfasste den südlichen Teil des Sees Eikeren, an den sich im Südosten der See Bergsvannet anschließt. An dessen Südufer fließt die Kopstadselva zum See Hillestadvannet ab. Auf beiden Seiten des Gewässersystems liegen bewaldete Hügel. Der höchste Punkt der Kommune war die Erhebung Skibergfjell mit einer Höhe von 634 moh. Die Erhebung bildete zudem den höchsten Punkt im Fylke Vestfold.

## Einwohner
Die am dichtesten besiedelten Gebiete der Kommune waren die landwirtschaftlich nutzbaren Areale. Von 2000 bis 2015 stieg die Zahl der Einwohner um 7,7 % an. In der Kommune Hof lagen zwei Tettsteder, also zwei Ortschaften, die für statistische Zwecke als eine Ortschaft gewertet wurden. Diese waren Hof und Sundbyfoss. Hof hatte zum 1. Januar 2017 1093 Einwohner. Sundbyfoss hatte 534 Einwohner.

## Geschichte

Lage der Gemeinde in Vestfold

Bis zum 31. Dezember 2017 bildete Hof eine eigene Kommune in der damaligen Provinz Vestfold. Diese hatte die Gemeindenummer 0714. Die Entscheidung sich mit der Nachbargemeinde Holmestrand zusammenzuschließen, fiel im Jahr 2015 und wurde im Jahr 2016 von der Regierung bestätigt. Zum 1. Januar 2020 ging auch die Gemeinde Sande nach Holmestrand über. Zudem wurde Holmestrand Teil des neu gebildeten Fylke Vestfold og Telemark, das zum 1. Januar 2024 wieder aufgeteilt wurde.
Auf dem Gebiet der ehemaligen Kommune gibt es mehrere Funde von Hügelgräbern. Ende des 17. Jahrhunderts wurde das Eisenwerk Eidsfos Jernverk in Betrieb genommen. Dieses erreichte seine Hochzeit unter Peder von Cappelen (1763–1837). Zum Werk gehörte der Hof Eidsfos Hovedgård mit einer Parkanlage und Arbeiterwohnungen. Das Gewässersystem zwischen den Seen Hillestadvannet, Haugestadvannet, Bergsvannet und Eikeren wurde traditionell für die Flößerei genutzt.
Die Hof kirke ist eine Kirche aus der Zeit um 1150. Es handelt sich dabei um eine Steinkirche, die mehrfach erweitert wurde. Im Jahr 1940 wurde das Gebäude restauriert. Eine weitere Mittelalterkirche ist die Vassås kirke. Diese wurde um das Jahr 1200 erbaut. Die Kirche wurde 1846 umgebaut.

## Wirtschaft und Infrastruktur

### Verkehr
Am Ostufer des Eikeren und weiter im Westen des Bergsvannet verlief der Fylkesvei 35 durch die Kommune. Die Straße führt auch durch die beiden Orte Hof und Sundbyfoss. In Sundbyfoss mündete die aus dem Westen auf den Ort zuführende Straße Fylkesvei 32 in den Fylkesvei 35. Diese führte Richtung Osten außerhalb der Kommune zur Europastraße 18 (E18). Die E18 bindet die Region an Drammen und Oslo weiter im Nordosten an.

### Wirtschaft
Bedeutende Wirtschaftszweige für Hof waren die Holzindustrie sowie der Maschinenbau. Von Bedeutung waren auch die Land- und Forstwirtschaft. Die Landwirte der Kommune waren vor allem im Bereich des Getreideanbaus tätig.

## Wappen

Wappen der ehemaligen Kommune Hof

Das Wappen der Kommune zeigte drei goldene Seeblätter auf rotem Hintergrund. Das Wappen war ab 1992 offiziell in Gebrauch. Die Seeblätter sollten die Wasserlilien in den Seen von Hof darstellen.

## Persönlichkeiten
- Rakel Seweriin (1906–1995), Politikerin